# فايانو
فايانو، (بالإنجليزية: Vaiano)‏، هي (بلدية) في مقاطعة براتو، في منطقة توسكانا الإيطالية. تقع على بعد حوالي 25 كم (16 ميل) شمال غرب فلورنسا، وحوالي 10 كيلومترات (6 ميل) شمال براتو. اعتبارا من 31 ديسمبر 2004، كان عدد سكانها 9532 ومساحتها 34.2 كيلومتر مربع (13.2 ميل مربع).

## السكان
في سنة 1861 بلغ عدد السكان 2٬588 نسمة، وتطور العدد ليصل في سنة 2011 لـ 9٬821 نسمة.
يظهر هذا المخطط البياني تطور النمو السكاني لـ فايانو

## توأمة
لفايانو اتفاقيات توأمة مع:
- مجيك

## أعلام
- فيورنزو ماغني